# Setor de inicialização
Um setor de inicialização é uma região de um disco rígido, disquete, disco ótico ou outro dispositivo de armazenamento de dados que contém código de máquina a ser carregado na memória de acesso aleatório (RAM) pelo firmware embutido de um sistema de computador. A finalidade de um setor de inicialização é permitir que o processo de inicialização de um computador carregue um programa (geralmente, mas não necessariamente, um sistema operacional) armazenado no mesmo dispositivo de armazenamento. A localização e o tamanho do setor de inicialização (talvez correspondente a um setor de disco lógico) é especificado pelo projeto da plataforma de computação.
Em uma máquina compatível com IBM PC, o BIOS seleciona um dispositivo de inicialização e copia o primeiro setor do dispositivo (que pode ser um MBR, VBR ou qualquer código executável) para a memória física no endereço de memória 0x7C00. Em outros sistemas, o processo pode ser bem diferente.